# 모성은
모성은(牟聖恩, 1964년 2월 26일~, 경북 포항)은 단국대학교에서 경제학 박사학위를 취득하였고, 1998년부터 내무부 및 행안부 지방행정연수원 교수를 역임하였으며, 2012년 한국지역경제학회장, 2018년부터는 한국지역경제연구원 원장으로 재임하고 있다.

## 학력
- 포항초등학교 졸업
- 포항중학교 졸업
- 포항고등학교 재학
- 성광고등학교 졸업
- 성결대학교 지역사회개발학과 졸업
- 단국대학교대학원 경제학 석사(지방재정 전공)
- 단국대학교대학원 경제학 박사(지역경제 전공)

## 경력
- 2017.12~ 포항지진 범시민대책본부 공동대표(2018-) 등
- 2019년 자유한국당 2020경제대전환위원회 위원
- 2018년 6월 ~ 현재 : 한국지역경제연구원 원장
- 행정안전부 지방행정연수원 교수
- 여의도 연구원 정책 자문위원
- 대통령직속 지역발전위 전문위원
- 대통령직속 지방분권위 실무위원
- 2012년 한국지역경제학회 회장
- 한국지방자치학회 이사
- 한국지역개발학회 이사
- 지방재정학회 이사
- 도시행정학회 이사
- 경기지역경제사회연구소 소장
- 내무부. 행자부. 행안부 지방행정연수원교수(1998.2~)
- 서울대, 중앙대 대학원, 단국대, 성결대, KDI 등 강의 및 겸임교수
- 국무총리실, 농림부, 문화부, 고용부, 방재청 등 중앙정부 부처 자문·심사위원
- 경기도 규제개혁위원장 및 충청북도, 경상북도 등 광역 지자체 자문·심사위원
- 수원시, 안양시, 의왕시, 군포시, 등 기초 지자체 자문·심사위원

## 저서
- 꼴찌교수(부제 : '꼴찌학생 서울대 강단에 서다') (아르코) 2014.01.15
- 지역발전 정책론 (박영사) 2012.08.30
- 지역경제 정책론 (박영사) 2010.08.10
- 혁신, 지역경제의 동력 (학림사) 2005.12.15. 등 5권

## 논문
- 포항비전 21 (연구책임, 2001)
- 글로벌 포항 비전 2020 (연구책임, 2006)
- 지역성장 및 격차 요인에 관한 연구 (박사논문)
- 지방자치제도와 지방재정에 관한 연구 (석사논문) 등 200여 편

## 수상내역
- 정부포장 (근정포장), 2008
- 대통령 표창, 2000
- 국무총리 표창, 1997
- 부총리 겸 경제기획원장관 표창
- 내무부장관 표창

## 신문,방송,연수
- 중부일보 객원논설위원 ‘모성은 칼럼’ 6년간 연재
- 경북일보 객워논설위원 ‘아침시론’ 2012 연재
- 경북매일 두바퀴路 대표집필 2013 연재
- 세계 50개국 230개 선진도시 탐방 및 연수프로그램 인솔·지도